# Érié
Pour les articles homonymes, voir Erie.
La ville d’Érié (en anglais : Erie) est le siège du comté d’Érié, dans le Commonwealth de Pennsylvanie, sur les côtes du lac Érié, aux États-Unis. Sa population s’élevait à 94 831 habitants lors du recensement de 2020.

## Histoire
Son nom lui vient du lac, qui lui-même tire son nom de la tribu Érié qui vivait sur la rive sud avant l'arrivée des Européens. Érié a été surnommée Gem City à cause de son lac étincelant (gemstone signifiant " gemme " en français).
En 1753 fut construit à cet endroit le fort de la Presqu'île qui faisait partie d'une ligne de défense de la Nouvelle-France. La ville est le siège du diocèse catholique d'Érié depuis 1853, avec la cathédrale Saint-Pierre.

## Démographie
| Groupe            | Erié | Pennsylvanie | États-Unis |
| ----------------- | ---- | ------------ | ---------- |
| Blancs            | 66,2 | 73,5         | 58         |
| Latino-Américains |      | 8,1          | 19         |
| Afro-Américains   | 18   | 10,5         | 12,1       |
| Asiatiques        | 3,7  | 3,4          | 6,2        |
| Métis             | 7,7  | 3,3          | 4,1        |
| Amérindiens       | 0,1  | 0,1          | 0,9        |
| Autres            | 3,5  | 0,4          | 0,5        |
| Océano-américains | 0,04 | 0,02         | 0,2        |
| Total             | 100  | 100          | 100        |

## Patrimoine
- Temple maçonnique d'Érié, inscrit au Registre national des lieux historiques depuis 2020.

## Enseignement
- Gannon University